# Michelle McGann

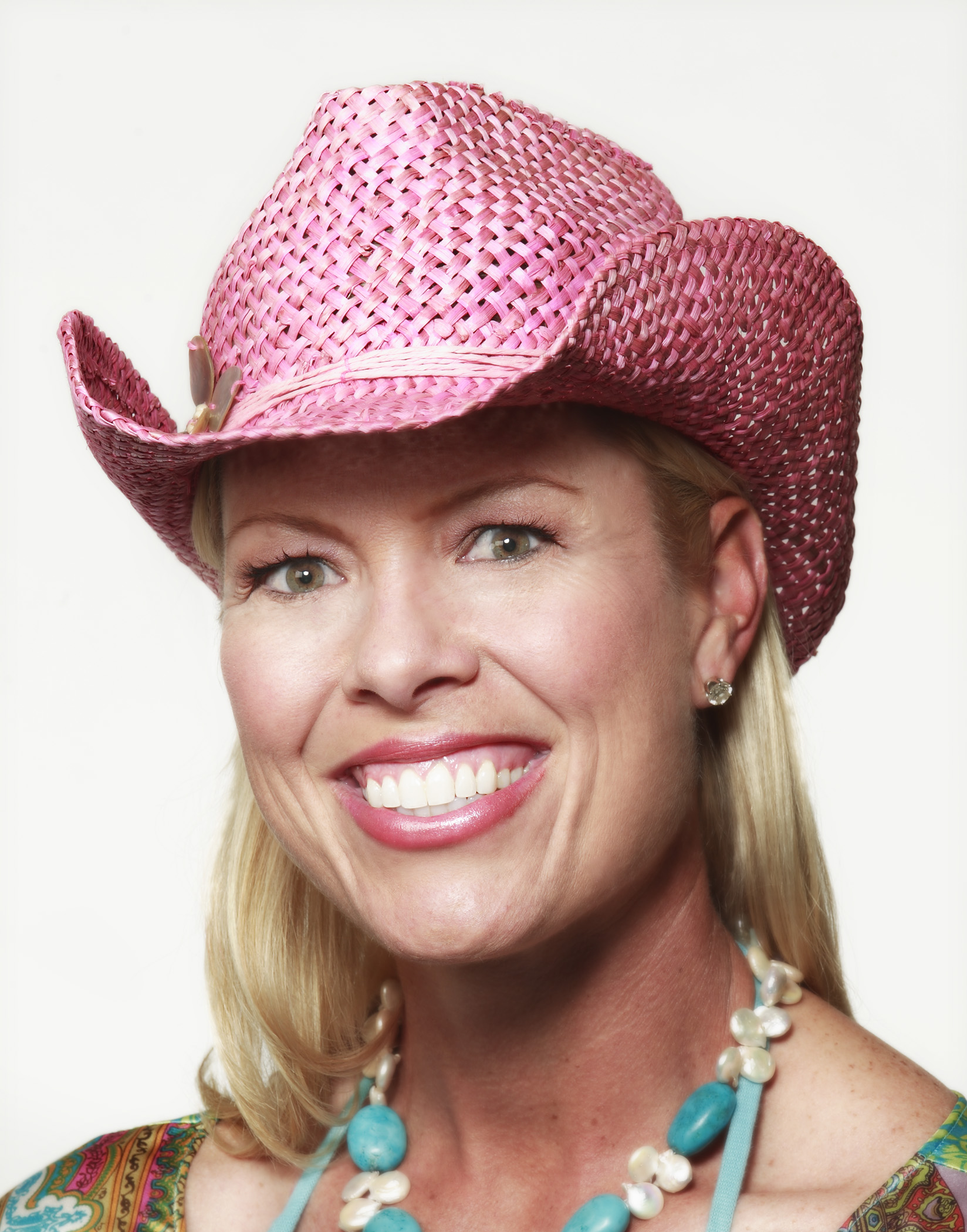
Michelle McGann

Michelle McGann (* 30. Dezember 1969 in West Palm Beach, Florida) ist eine amerikanische Profigolferin innerhalb der sogenannten LPGA Tour.

## Leben
Im Alter von 13 Jahren wurde bei Michelle McGann Diabetes vom Typ 1 diagnostiziert; zu diesem Zeitpunkt wat sie bereits dreimalige Jugendmeisterin des Bundesstaates Florida. 1987 gewann sie die U.S. Girls’ Junior; die American Junior Golf Association ernannte sie zur Junipr-Spielerin des Jahres; das Golf Magazine und das Golf Digest listeten sie unter den Topspieler des Amateurbereichs auf. 1988 gewann sie die Doherty Cup Championship und spielte in der U.S. Women’s Open und bei den Boston Five Classic.
Mit dem Beitritt zur LPGA Tour im Jahr 1989 wechselte sie ins Profilager und nahm 1996 im Team der US-Amerikaner am Solheim Cup teil. 1995 und 1996 gehörte sie zur Top Ten der Preisgeldgewinner.
Sie unterstützt und spendet für das Diabetes Research Institute; sie selbst trägt eine Insulinpumpe. Seit 2010 ist sie mit dem Geschäftsmann Jonathan Satter verheiratet.